# Chutkowice
Chutkowice [pronunciación en polaco: /xutkɔˈvit͡sɛ/] es un pueblo ubicado en el distrito administrativo de Gmina Drohiczyn, dentro del Condado de Siemiatycze, Voivodato de Podlaquia, en el norte de Polonia oriental. Se encuentra aproximadamente a 8 kilómetros al noroeste de Drohiczyn, a 21 kilómetros  al oeste de Sieatycze, y a 85 kilómetros al suroeste de la capital regional Białystok.